# 前田秀継
前田 秀継（まえだ ひでつぐ）は、戦国時代の武将。津幡城、今石動城、木舟城主。前田利春の六男。母は長齢院（竹野氏女）。前田利家の弟。

## 生涯
天正3年（1576年）、越前府中で利家より1000石を与えられた。石高は前田安勝、青山吉次と並び、家中では最も高禄である。
天正11年（1583年）、加賀国津幡城の守将に任ぜられ、7000石を与えられる。この時期より徐々に利家と隣国の越中国を治める佐々成政との関係が緊張し始め、両者は相争って加賀・越中国境周辺に数十箇所の城砦を設置、あるいは改修を施すが、その防衛線は国境を越えて加賀領内に入り込んでおり、（末森城の戦い）以後には津幡城の至近にまで迫る事態へと推移していく。以降没するまでの数年間、秀継は常に対佐々の最前線に立つこととなる。
天正12年（1584年）、能登国末森城を攻撃した佐々成政軍との戦い（末森城の戦い）に参加、救援に向かう利家の軍勢を津幡城に迎え入れて軍議にも加わっている。同年、子の前田利秀と共に越中国境にある倶利伽羅峠の防衛拠点である龍ヶ峰城を攻略、佐々平左衛門を敗走させる戦果を挙げた。
天正13年（1585年）4月、津幡から越中攻略の重要拠点として築城された今石動城へと入城。同年5月、佐々軍5000、今石動城へと攻め寄せる（今石動合戦）。秀継は寡兵ながら利秀と共に今石動城を死守、援軍が到着するまで持ち堪えて神保氏張、佐々平左衛門らを敗走せしめる軍功を挙げた。この功により豊臣秀吉から黄金100両と御道服を授けられたという。
同年8月8日、豊臣秀吉、10万を率いて佐々成政討伐へと向かう。28日、成政が降伏して越中平定（富山の役）。利家は新たに越中三郡を与えられ、秀継は越中国木舟城主に任ぜられ4万石を領する。同年11月29日、天正地震により木舟城が全壊し、秀継夫妻は圧死した。その遺領は子の利秀が継いだ。なお秀継は天神を篤く信仰していたことが知られている。

## 演じた人物
- 菅原加織（利家とまつ〜加賀百万石物語〜、2002年、NHK大河ドラマ、少年期：内山昂輝）

## 逸話
- 利家は兄弟の中でも秀継とは特に仲が良かったらしく、賤ヶ岳合戦の直後に利家は秀継の安否を気遣い、その無事を知り喜んでいる[1]。よく秀継の意見を取り入れたと云う（『村井寛十郎覚書』）。
- 天正大地震が起こったのは、秀継が木舟明神の御神体を木舟城の濠に投げ入れた祟りである、との言い伝えがある。
- 越中国氷見（現富山県氷見市）の商人田中屋権右衛門が書き残した日記（『応響雑記』）には、前田利家や前田利常と同様に秀継と利秀の二百五十回忌を催したことが記されている。